# Fankaty Dabo
Sheik Mohamed Fankaty Dabo (Londres, Inglaterra, Reino Unido, 11 de octubre de 1995) es un futbolista profesional inglés que juega como defensa en el Raith Rovers F. C. del Campeonato de Escocia.

## Trayectoria

### Chelsea
Dabo se unió al Chelsea en 2007 en la categoría sub-12. Dabo empezó a aparecer en el sub-18 en la temporada 2012-13, en la que ha participado en treinta y dos partidos y un gol. Ha sido una figura clave en la victoria del Chelsea en la Copa Inglesa FA en la edición de jóvenes en la temporada 2013–14 dirigida por Dermot Drummy.
El 9 de abril de 2016, Dabo fue convocado por el primer equipo del Chelsea, por el cual se le entregó la camiseta con el número 39. Fue para un partido fuera, Swansea City, pero no jugó ningún minuto en el partido.

#### Swindon Town
El 11 de enero de 2017, junto con los jugadores del Chelsea, Charlie Colkett y Islam Feruz, Dabo se unió a la Liga One con el Swindon Town, en calidad de cedido por el resto de la temporada 2016–17. Tres días más tarde, Dabo hizo su debut con el Swindon Town en la victoria por 2–1 contra el Bolton. El 5 de febrero de 2017, Dabo marcó su primer gol para Swindon en su derby local frente al Oxford United. Abriendo el marcador en el minuto 19, antes de los goles de Liam Sercombe y Robert Sala que consiguieron la victoria para el Oxford por 2–1.

#### Vitesse
El 25 de junio de 2017, Dabo se unió al Vitesse en una cesión para toda la temporada.

#### Sparta Rotterdam
El 31 de agosto de 2018, el Sparta Rotterdam hizo oficial su llegada como cedido por una temporada.

### Coventry City
El 5 de junio de 2019 se anunció su fichaje por el Coventry City de la League One.

## Selección nacional
Dabo nació en Inglaterra, en el seno de una familia proveniente de Sierra Leona. Ha representado a Inglaterra las categorías inferiores sub-16, sub-17 y sub-20.

## Clubes
| Club                      | País         | Año       |
| ------------------------- | ------------ | --------- |
| Swindon Town F. C.        | Inglaterra   | 2017      |
| S. B. V. Vitesse          | Países Bajos | 2017-2018 |
| Sparta Rotterdam          | Países Bajos | 2018-2019 |
| Coventry City F. C.       | Inglaterra   | 2019-2023 |
| Forest Green Rovers F. C. | Inglaterra   | 2023-2024 |
| Raith Rovers F. C.        | Escocia      | 2024-     |